# Георги Марков (футболист)
Вижте пояснителната страница за други личности с името Георги Марков.
Георги Славев Марков (20 януари 1972 – 18 февруари 2018 г.) е български футболист и футболен деятел, национал на България.

## Клубна кариера
Роден е в с. Ощава.
В началото на кариерата си играе като нападател, но по-късно става централен защитник. През април 2008 г. записва мач №300 в най-високия ешелон на българския футбол. Известен е с твърдата си, на моменти груба игра, заради която получава много картони и прозвището Рендето Бьорнер. Бил е капитан на Локомотив (София), а в родната А група е играл още за отборите на Ботев (Пловдив) и Левски (София), а в чужбина е бил в гръцкия Ерготелис и под наем в турския Трабзонспор. Прекратява кариерата си на футболист през юли 2011 г. и заема поста спортно-технически директор на Локомотив (София). В Евротурнирите има 38 мача и 2 гола (за Ботев (Пловдив) – 5 мача, за Локомотив (София) – 11 мача и за Левски (София) – 22 мача и 2 гола).

## Национален отбор
За националния отбор има 36 мача и един гол – при равенството 1:1 срещу Англия в квалификацията за Евро 2000 през 1999 г. на стадион Българска армия.

## Личен живот
На 8 февруари 2015 година получава инфаркт. Откаран е в болницата в Анталия и състоянието му е стабилизирано. Остава под лекарско наблюдение. На 20 февруари 2018 г. сутринта е намерен мъртъв в дома си в Бояна. Направената аутопсия показва, че Марков е починал от масивен инфаркт 48 часа по-рано (на 18 февруари).

## Успехи
Левски (София)
- Шампион: 2001, 2002
- Купа на България: 2002, 2003, 2005

 Ботев (Пловдив)
- Бронзов медалист: 1993, 1994, 1995

 Локомотив (София)
- Бронзов медалист: 2007, 2008